# شركة مروحيات روبنسون
شركة مروحيات روبنسون (بالإنجليزية: Robinson Helicopter Company)‏ هي شركة أمريكية تصنع طائرات هليكوبتر مدنية. تأسست في 1973. يقع مقرها في توررانسي، لوس أنجليس، كاليفورنيا. تنتج روبنسون حاليا ثلاثة نماذج - آر22 ذات المقعدين، وآر44 ذات الأربعة مقاعد، وكلاهما تستخدامان محركات لايكومينغ المكبسية، وآر66 ذات الخمسة مقاعد، والتي تستخدم محرك توربيني. روبنسون أيضا تنتج مهابط للطائرات العمودية والمصممة لطائرات الهليكوبتر الخفيفة.

## التاريخ
تأسست الشركة في عام 1973 من قبل فرانك روبنسون، وهو موظف سابق في شركة بيل هليكوبتر وشركة طائرات هليكوبتر هيوز. ومنذ تقديم أول طائرة هليكوبتر في عام 1979، أنتجت روبنسون أكثر من 10,000 طائرة هليكوبتر.
تم الإعلان عن خطط لإنتاج روبنسون آر66 في مارس 2007. كطائرة هليكوبتر تتسع لخمسة مقاعد على غرار آر44، ولكن مع إضافة حجرة للأمتعة، مع مقصورة أوسع (بنسبة 8 بوصة)، ومدعومة بمحرك توربين غازي من نوع رولز رويس آر آر 300.
روبنسون أيضا تنتج روبنسون مهبط للطائرات العمودية، وحدات مهبط للطائرات مصممة لطائرات الهليكوبتر الخفيفة.

## منتجات
- روبنسون آر22
- روبنسون آر44
- روبنسون آر66

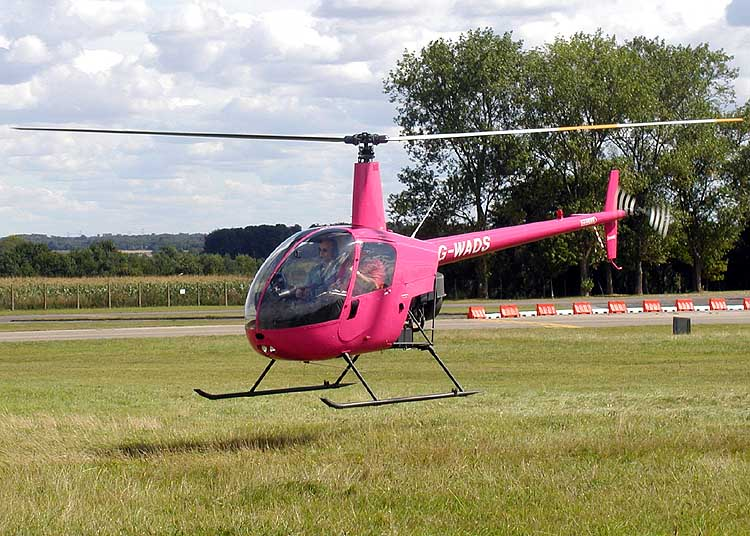
مروحية روبنسون آر22 بيتا
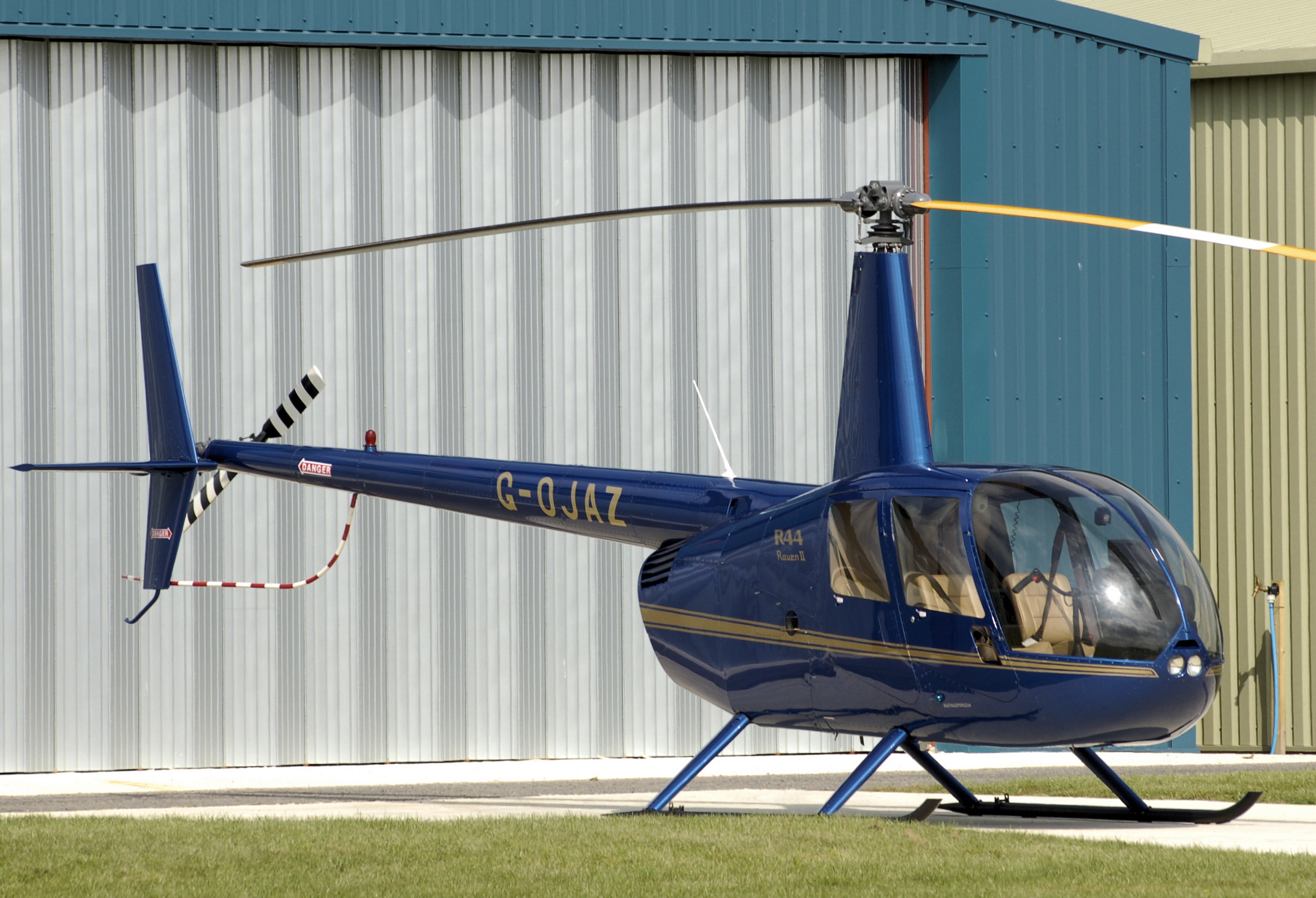
مروحية روبنسون آر44 الغراب الثاني (Raven II)
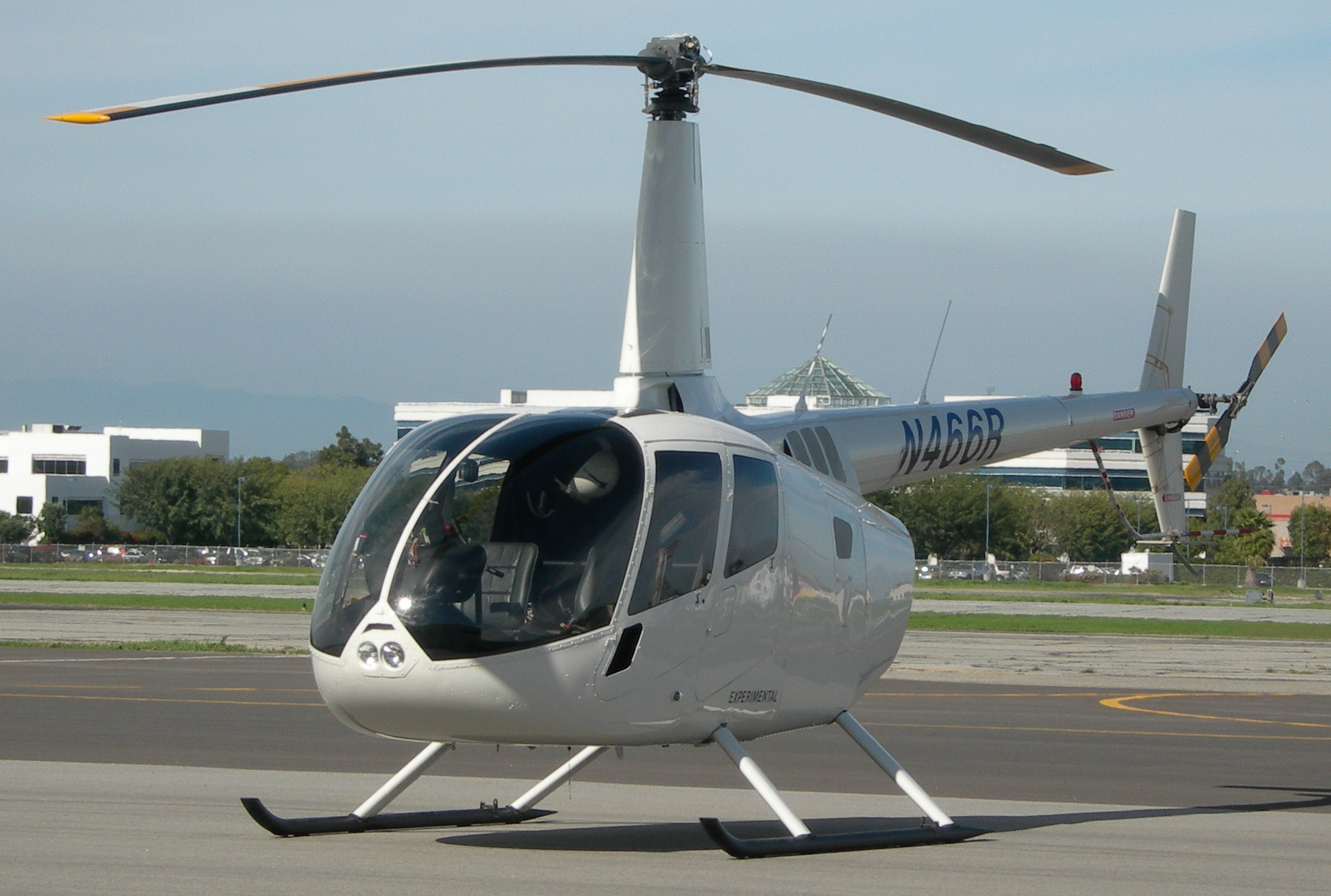
مروحية روبنسون آر66 التوربينية

## وصلات خارجية
- الموقع الإلكتروني